# Leucobryaceae
Die Leucobryaceae sind eine Familie der Laubmoose aus der Ordnung Dicranales. Das bekannte und häufige Weißmoos (Leucobryum glaucum) zählt zu dieser Moosfamilie.

## Merkmale
Die Moose bilden Rasen oder Polster. Die Blätter sind lineal-lanzettlich bis zungenförmig.
Die Familie ist morphologisch vielgestaltig, jedoch durch Molekulardaten gut definiert. Morphologisch werden dicranoide und leucobryoide Gattungen unterschieden. Allen gemeinsam ist eine breite Blattrippe, die mindestens ein Drittel der Blattbreite einnimmt. Der Querschnitt der Rippe zeigt bei den dicranoiden Gattungen eine mediane Lage Deuterzellen und beiderseits davon weitlumige Hyalocyten und/oder Stereiden (englumige und dickwandige Zellen). Bei leucobryoiden Gattungen besteht der Rippenquerschnitt aus zwei oder mehreren Schichten von großen Hyalocyten und einer mittleren Lage aus kleinen chlorophyllhaltigen Zellen.
Die Laminazellen sind glatt und in der Form variabel. Blattflügelzellen sind nur in dicranoiden Gattungen mehr oder weniger differenziert.
Die Arten sind gewöhnlich diözisch. Die Seta ist meist verlängert, gerade oder gebogen, die Sporenkapsel eiförmig bis zylindrisch, der Deckel geschnäbelt, die Haube (Kalyptra) kappen- oder mützenförmig. Neben der geschlechtlichen gibt es auch die ungeschlechtliche Vermehrung durch Brutblätter, -äste oder Brutkörper.

## Verbreitung
Die Arten der Familie sind auf der Nord- und Südhalbkugel verbreitet, vor allem aber in tropischen Gebieten. Meist sind es Bodenbewohner oder Epiphyten.

## Systematik
Die nunmehr zur Gattung Leucobryaceae gezählten Gattungen wurden in der Vergangenheit zumindest teilweise zu den Dicranaceae gestellt. Nach der Systematik von Frey/Fischer/Stech umfasst die Familie weltweit 14 Gattungen mit zirka 300 Arten:
- Atractylocarpus, 4 Arten, dicranoid
- Brothera, 1 Art (Brothera leana), dicranoid
- Campylopus, ca. 150 Arten, dicranoid
- Cladopodanthus, 3 Arten, leucobryoid
- Dicranodontium, 15 Arten, dicranoid
- Holomitriopsis, 1 Art (Holomitriopsis laevifolia), leucobryoid
- Leucobryum, 83 Arten, leucobryoid
- Metzleria, 9 Arten, dicranoid
- Mitrobryum, 1 Art (Mitrobryum koelzii), dicranoid
- Ochrobryum, 18 Arten, leucobryoid
- Pilopogon, 8 Arten, dicranoid
- Schistomitrium, 5 Arten, leucobryoid
- Sphaerothecium, 3 Arten, dicranoid
- Steyermarkiella, 1 Art (Steyermarkiella anomalodictya), leucobryoid

In Europa sind 4 Gattungen vertreten: Atractylocarpus (in den Alpen, sehr selten), Campylopus, Dicranodontium und Leucobryum.